# Elsa Bruckmann
Elsa Bruckmann, născută prințesa Cantacuzino a României (n. 23 februarie 1865, Gmunden, Austria Superioară, Austria – d. 7 iunie 1946, Garmisch-Partenkirchen, zona de ocupație americană în Germania⁠(d), Germania), a fost o gazdă de salon germană provenind din înalta aristocrație română.
Ea a fost soția lui Hugo Bruckmann, editorul lui Houston Stewart Chamberlain.

## Biografie
Femeie din înalta societate, ea organiza un salon în anii 1920, unde l-a prezentat pe omul politic Adolf Hitler unor industriași. În timpul încarcerării lui Hitler în 1923, după eșecul puciului său de la München, ea l-a vizitat la închisoarea Landsberg. Acesta îi mulțumește după ce ajunge la putere, oferindu-i, în toamna anului 1934, un automobil Mercedes.
Istoricul Anna-Maria Sigmund notează:
„În 1926, NSDAP era la un pas de faliment. […] Elsa Bruckmann, născută prințesa Cantacuzino, găzduia la München un salon celebru, unde l-a prezentat pe Hitler tuturor celor care dețineau un rang, un nume și influență în Germania. La cererea soției sale, Hugo Bruckmann i-a plătit chiria lui Hitler și i-a pus la dispoziție palatul său pentru a-și primi invitații. Acolo, cu mâinile împreunate, ca într-o stare de hipnoză, Elsa Bruckmann îi asculta discursurile.”
Scriitorul și călătorul elvețian Nicolas Bouvier notează în lucrarea sa autobiografică Thesaurus Pauperum ou la Guerre à huit ans că prințesa română, pasionată de budism, a ales pentru Hitler svastica inversată ca emblemă a partidului său. Potrivit lui Bouvier, cuplul Bruckmann (soțul fiind director al Deutsches Museum) a fost fascinat de Hitler, la fel ca mulți umaniști bavarezi, fără însă a fi citit Mein Kampf; ei nu erau nici rasiști, nici antisemiți, ci visceral antiprusaci.
După înfrângerea Reichului – adaugă Bouvier – americanii au organizat vizite forțate la lagărul de la Dachau pentru foștii susținători ai lui Hitler, care nu erau conștienți de crimele sale. Elsa Bruckmann ar fi murit de șoc la câteva zile după această vizită.